# 大阪府立茨木東高等学校
大阪府立茨木東高等学校（おおさかふりつ いばらきひがしこうとうがっこう）は、かつて大阪府茨木市玉島台にあった公立高等学校。

## 概要
1979年6月12日に全日制普通科高校として開校した。9学区制において第二学区に所属した。
2007年4月1日には、茨木東高等学校と鳥飼高等学校を統合し、茨木東高等学校の校地に普通科総合選択制の高等学校「北摂つばさ高等学校」が開校した。これに伴い茨木東高等学校は2007年度より募集を停止し、在校生が卒業する2009年3月末をもって閉校となった。

## 著名な出身者
- 神房佳希 - 元宝塚歌劇団花組男役
- 濱家隆一（かまいたち） - お笑い芸人
- はまやねん（8.6秒バズーカー） - お笑い芸人
- 廣瀬騎優 - ハンドボール選手
- 松尾一 - サッカー審判員
- 山内嘉弘 - 元プロ野球選手（阪急ブレーブス）
- ラックライフ - ロックバンド
- デビ（ニュークレープ） - お笑い芸人
- Hilty＆Bosch(YOU・ZIN) - プロダンサー